# Club Deportivo Coyotes Neza
El Club Deportivo Coyotes Neza, A.C., más conocido como los Coyotes Neza, fue un equipo de fútbol mexicano que militó en la Tercera División de México, y en la Primera División de México de 1978 a 1988. Tuvo como sede la Ciudad Neza en el Estado de México.

## Historia
El equipo nace al adquirir la franquicia del Club de Fútbol Laguna en 1978 y trasladarla a Ciudad Nezahualcóyotl, Estado de México, después de 10 años en el fútbol profesional la franquicia desaparece, teniendo como mayor éxito alcanzar la liguilla de 1979 a 1982 de forma consecutiva. No confundir con el equipo Toros Neza que aparecería en la década siguiente.
Este equipo jugó en sus inicios en la ciudad de Texcoco, Estado de México, siendo sus mejores tiempos.
La franquicia fue vendida y trasladada a Ciudad Victoria, Tamaulipas y se convirtió en los Correcaminos de la UAT, tiempo después el fútbol regresaría a la Ciudad Neza con el equipo de los Potros Neza, y más adelante con los Toros Neza, actualmente se encuentra jugando en el grupo IV de la Tercera División de México, jugando sus partidos de local en el Estadio Metropolitano y algunos partidos importantes o de liguilla en el Estadio Neza 86.

## Desaparición
Se hizo oficial la desaparición definitiva de los Coyotes Neza en 2015.

## Uniformes
|  |  |  | 1982–83 |

## Jugadores Históricos
- Francisco Ramírez
- Jaime Ordiales
- Raúl Isiordia
- Osvaldo Castro
- Ricardo Chavarín
- José Talavera
- José Luis González Arzola
- Ricardo Ferretti
- Sergio Bueno
- Alfredo Killer
- Moisés Figueroa
- Guillermo Cosío Sánchez
- Francisco Uribe
- Eugenio Rivas
- Carlos Reinoso (retiro, 1980)
- Daniel Bartolotta.

## Entrenadores
- Juan  Faccio
- Ignacio Jáuregui
- Miguel Marín
- Luis Manuel Tórres Salinas
- Miguel Ángel Limón